# Friana Kwevira
Friana Kwevira, née le 27 mai 1998 à Nduindui sur l'île Ambae dans l'archipel du Vanuatu, est une athlète handisport ni-Vanuatu. Née sans bras droit, elle concourt dans la catégorie F46.

## Jeunesse
Elle commence le para-sport en 2017 après avoir participé à un programme d'identification de talent à Luganville et commence le lancer du javelot au début de 2018. Ce programme est créé par le Comité paralympique du Vanuatu Provincial Outreach & Awareness pour pousser les personnes avec des handicaps à s'investir dans le sport de haut-niveau avec l'aide de Agitos et du Comité olympique océanien.
En 2019, elle devient l'ambassadrice jeunesse de l'association World Vision International pour lutter contre les violences faites aux femmes au Vanuatu.

## Carrière
Aux Jeux du Commonwealth de 2018 à Gold Coast (Australie), elle remporte la médaille de bronze du lancer de javelot F46 avec un jet à 25,54 m derrière la Galloise Hollie Arnold (record du monde en 44,43 m) et la Néo-Zélandaise Holly Robinson (43,32 m). C'est la première médaille remportée par le Vanuatu depuis la création des Jeux. Avant les Jeux, elle participe à un camp d'entraînement sous la direction de Jessica Richardson, une Australienne travaillant avec le Comité paralympique du Vanuatu.
Quelques semaines plus tard, aux Championnats mélanésiens, Friana Kwevira remporte la médaille d'or en lancer du poids devant l'Australienne Katelyn Smith.

## Palmarès
| Année | Compétition              | Lieu       | Place | Épreuve           |
| ----- | ------------------------ | ---------- | ----- | ----------------- |
| 2018  | Jeux du Commonwealth     | Gold Coast | 3e    | Lancer du javelot |
| 2018  | Championnats mélanésiens | Port-Vila  | 1re   | Lancer du poids   |